# RP-3
 Der er for få eller ingen kildehenvisninger i denne artikel, hvilket er et problem. Du kan hjælpe ved at angive troværdige kilder til de påstande, som fremføres i artiklen.

RP-3 var et britisk raketvåben, der blev konstrueret under Anden Verdenskrig. RP-3 står for Rocket Projectile 3-inch. RP-3 var hovedsageligt et flyvåben, men det anvendtes også til søs og til lands under navnene Sea Mattress respektive Land Mattress.
Da RAF blev indsat mod Afrikakorpset i Libyen 1941, savnede man effektive våben mod kampvogne, primært Panzer III og Panzer IV. Maskinkanoner var kun effektive mod lettere panserkøretøjer, og bomber var vældigt svære at ramme med, selv om man tillempede styrtbombefly. Ivor Bowen foreslog derfor, at man skulle prøve at anvende finnestabiliserede raketter, noget som Sovjetunionen allerede havde prøvet med en vis succes på østfronten. I september 1941 fandtes to forskellige alternativer at vælge mellem. Dels en 2-tommers (51 mm) raket med 10,5 kg sprængladning, dels en 3-tommers (76 mm) raket med en 9 kg panserbrydende granat. 2-tommersraketten viste sig ikke at være mere effektiv end maskinkanoner, så man valgte at satse på 3-tommersraketten. Den blev afprøvet på Hawker Hurricane i sommmeren 1942 og i løbet af efteråret Lockheed Hudson, Fairey Swordfish og Douglas Boston.
Da RP-3 kom i kamp, dukkede et nyt problem op i form af den tunge kampvogn Tiger I. Den oprindelige 9-kilos ladning kunne ikke nedkæmpe en Tiger, så man konstruerede en ny, større ladning baseret på granaten fra en 25-punds kanon. Den nye ladning vejede 27 kg og kunne sagtens nedkæmpe selv tungere kampvogne.
Fleet Air Arm og RAF Coastal Command brugte også RP-3 imod uddykkede ubåde. Raketter kunne hurtigere sættes ind mod en dykkende ubåd end bomber og fra en større afstand, hvilket gjorde flyene mindre sårbare overfor antiluftskyts. Raketter som detonerede mod formskroget havde dog svært ved at trænge igennem trykskroget. Derfor anvendte man en særlig udgave mod ubåde, som kaldtes for Rocket Spear (raketspyd). Her var sprængladningen erstattet af en massiv stålspids, der var i stand til at trænge igennem både det tynde formskrog og det betydeligt hårdere trykskrog.
Selvom RP-3 hovedsageligt blev udviklet til at anvendes fra fly, fik det også andre anvendelsesområder. Under D-dagen bombarderedes stranden og området bag med tusinder af RP-3-raketter affyret fra landgangsfartøjer, som var ombygget til flydende artilleriplatforme i stand til at affyre op til 1.066 raketter i en salve (Sea Mattress). RP-3 anvendtes i slutningen af krigen også til lands som raketkaster (Land Mattress) og som forstærkningsvåben på Sherman-kampvogne, som kunne medtage en raket på hver side af tårnet. Eftersom raketter affyret fra jorden ikke stabiliseredes af nogen luftstrømme i affyringsøjeblikket var præcisionen ikke speciel god, men det opvejedes i mange tilfælde af rakettens sprængkraft.

## Billedgalleri
- Fire RP-3-raketter affyret fra en Hawker Typhoon mod et tog i Nordhorn, 30. marts 1945.
- En LST(R) affyrer en salve raketter.
- En Sherman bevæbnet med to RP-3-raketter krydser Dortmund-Ems-Kanalen i april 1945.
- En Land Mattress ved siden af en tysk Nebelwerfer, Canadian War Museum.